# Lijst van grietmannen van Gaasterland
Dit is een lijst van grietmannen van de voormalige Nederlandse grietenij Gaasterland in de provincie Friesland tot de invoering van de gemeentewet in 1851.
| Ambtsperiode   | Naam grietman                                      | Bijzonderheden |
| -------------- | -------------------------------------------------- | --- |
| (15..)         | Rudolf van Bunauw                                  | |
| 1517-          | Barthout van Zwolle                                | |
| (1539)         | Gale van Galama                                    | |
| (1549)         | Henno Scholtes                                     | |
| (1550)         | Holle Piers                                        | |
| (1560)         | Hans Holles                                        | |
| 1569-1572?     | Abel Boeijmer                                      | |
| 1572 - 1581(?) | Saekle Suijrdts                                    | |
| (157.)         | IJds Reinszoon (-1579)                             | |
| (1575)-1584?   | Rein IJdsen (-1584)                                | |
| 1584 - 1604    | Sibren Hiddesz                                     | |
| 1604 - 1632    | Obbe Obbes (-1632)                                 | |
| 1632 - 1636    | Lambertus Sicma (-1636)                            | |
| 1637 - 1659    | Hanso van Lycklama (-1659)                         | |
| 1659 - 1669?   | Johannes van Scheltinga                            | |
| 1669 - 1678    | Jetze van Sminia (1625-1678)                       | |
| 1679 - 1693    | Valerius van Glinstra (-1727)                      | |
| 1693 - 1706    | Eelco van Glinstra (-1706)                         | Zoon van voorgaande |
| 1706 - 1710    | Henricus van Wijckel (1649-1719)                   | Schoonzoon van Hanso van Lycklama |
| 1710 - 1756    | Regnerus Annaeus Lycklama van Wijckel (1689-1756)  | Zoon van voorgaande |
| 1756 - 1785    | Ulbo Aylva Rengers (-1787)                         | |
| 1785 - 1795    | Lamoraal Albertus Aemilius Rengers (1751-1811)     | |
| 1795 - 1816    |                                                    | Geen grietman vanwege de Franse tijd |
| 1816 - 1816    | Johan Petrus van Hylckama (1749-1816)              | |
| 1817 - 1823    | Regnerus Hendrik baron Rengers (1796-1873)         | In 1813 werd hij Frans baron de l'Empire, in 1814 Nederlands jonkheer en in 1822 erkend als baron. In 1833 werd zijn naam uitgebreid met de namen Sjuck Gerrold Juckema van Burmania. |
| 1823 - 1835    | Wicher van Swinderen (1802-1836)                   | 1835 grietman van Wonseradeel |
| 1835 - 1851    | Gerard Regnier Gerlacius van Swinderen (1804-1879) | Broer van voorgaande |